# Sabaah
Sabaah (stiftet 15. april 2006) er en selvstændig, frivillig forening, der arbejder for at forbedre vilkårene for LGBT+ -personer med minoritetsetnisk baggrund.
Sabaah betyder "ny dag" eller "ny begyndelse". Foreningen har igennem de sidste mere end ti år været engageret i politisk aktivisme samt deltaget i debatarrangementer og demonstrationer. Sabaah har rådgivning for or LGBT+ personer (bl.a., men ikke begrænset til, lesbiske, bøsser, biseksuelle og transpersoner) med minoritetsetnisk baggrund og afholder arrangementer hvor målgruppen kan mødes og skabe sig et netværk med ligesindede.
I 2018 modtog Sabaah Tine Bryld Prisen.